# Джуелл-Джанкшен (Айова)
Джуелл-Джанкшен (англ. Jewell Junction) — місто (англ. city) в США, в окрузі Гамільтон штату Айова. Населення — 1216 осіб (2020).

## Географія
Джуелл-Джанкшен розташований за координатами 42°18′37″ пн. ш. 93°38′20″ зх. д. / 42.31028° пн. ш. 93.63889° зх. д. (42.310153, -93.638751).  За даними Бюро перепису населення США в 2010 році місто мало площу 10,35 км², з яких 10,03 км² — суходіл та 0,32 км² — водойми.

## Демографія
Згідно з переписом 2010 року, у місті мешкало 1215 осіб у 478 домогосподарствах у складі 336 родин. Густота населення становила 117 осіб/км².  Було 517 помешкань (50/км²).
Расовий склад населення:
| - 95,2 % — білих - 1,2 % — азіатів - 0,1 % — чорних або афроамериканців - 2,2 % — осіб інших рас |

До двох чи більше рас належало 1,3 %. Частка іспаномовних становила 4,4 % від усіх жителів.
За віковим діапазоном населення розподілялося таким чином: 29,3 % — особи молодші 18 років, 57,4 % — особи у віці 18—64 років, 13,3 % — особи у віці 65 років та старші. Медіана віку мешканця становила 39,3 року. На 100 осіб жіночої статі у місті припадало 98,5 чоловіків;  на 100 жінок у віці від 18 років та старших — 94,8 чоловіків також старших 18 років.
Середній дохід на одне домашнє господарство  становив 59 990 доларів США (медіана — 51 613), а середній дохід на одну сім'ю — 69 362 долари (медіана — 61 083). Медіана доходів становила 46 818 доларів для чоловіків та 40 238 доларів для жінок. За межею бідності перебувало 9,3 % осіб, у тому числі 9,3 % дітей у віці до 18 років та 6,7 % осіб у віці 65 років та старших.
Цивільне працевлаштоване населення становило 609 осіб. Основні галузі зайнятості: освіта, охорона здоров'я та соціальна допомога — 33,0 %, виробництво — 18,6 %, роздрібна торгівля — 7,7 %, будівництво — 7,7 %.